# Pablo Rotchen
Pablo Oscar Rotchen Suárez (ur. 23 kwietnia 1973 w Buenos Aires) – argentyński piłkarz, grający na pozycji środkowego obrońcy.

## Kariera klubowa
Pablo Rotchen rozpoczął karierę w 1992 roku w klubie CA Independiente. Z Independiente zdobył mistrzostwo Argentyny Clausura 1994, dwukrotnie Supercopa Sudamericana w 1994 i 1995 oraz Recopa Sudamericana w 1995. W barwach Independiente rozegrał 186 meczów, w który strzelił 4 bramki. W latach 1999–2002 jedyny raz w karierze występował w Europie w pierwszoligowym hiszpańskim Espanyolu Barcelona. Z Espanyolem zdobył Puchar Hiszpanii w 2000. Przez 3 lata w Primera División rozegrał 65 spotkań, w których strzelił 5 bramek. W latach 2002–2005 występował w Meksyku w CF Monterrey, gdzie zakończył karierę. Z Monterrey zdobył mistrzostwo Meksyku Clausura 2003.

## Kariera reprezentacyjna
W latach 1995–1997 Rotchen grał dla reprezentacji Argentyny. W 1995 roku wystąpił w drugiej edycji Pucharu Konfederacji, na którym Argentyna zajęła drugie miejsce. Na turnieju w Rijadzie był rezerwowym i nie wystąpił w żadnym meczu. W 1997 roku uczestniczył w Copa América 1997, na którym Argentyna odpadła w ćwierćfinale. Na turnieju w Boliwii wystąpił trzech meczach grupowych z Ekwadorem, Chile i Paragwajem, w którym został usunięty z boisko i który był jego ostatnim meczem w reprezentacji. Ogółem w latach 1995-1997 wystąpił w barwach albicelestes w 4 meczach.